# Bosnien und Herzegowina beim Eurovision Song Contest
Teilnehmende Rundfunkanstalt

Erste Teilnahme
1993
Bisher letzte Teilnahme
2016
Anzahl der Teilnahmen
19 (Stand 2016)
Höchste Platzierung
3 (2006)
Höchste Punktzahl
229 (2006)
Niedrigste Punktzahl
13 (1996)
Punkteschnitt (seit erstem Beitrag)
70,84 (Stand 2016)
Punkteschnitt pro abstimmendem Land im 12-Punkte-System
2,23 (Stand 2016)
Dieser Artikel befasst sich mit der Geschichte Bosnien und Herzegowinas als Teilnehmer am Eurovision Song Contest. Nach der Unabhängigkeit des Landes 1992 wurde Bosanskohercegovačka radiotelevizija (BHRT) 1993 in die Europäische Rundfunkunion (EBU) aufgenommen und gab noch im selben Jahr sein Debüt beim ESC. Das beste bosnische Ergebnis war der dritte Platz 2006.

## Teilnahmen als Teil Jugoslawiens
Vor seiner Unabhängigkeit nahm Bosnien und Herzegowina von 1961 bis 1991 als Teil der SFR Jugoslawien am ESC teil. Dabei stellte BHRT, das damals RTV Sarajevo hieß, insgesamt fünf jugoslawische Beiträge:
- 1964 – Sabahudin Kurt: Život je sklopio krug, 13. Platz
- 1965 – Vice Vukov: Čežnja, 12. Platz
- 1973 – Zdravko Čolić: Gori vatra, 15. Platz
- 1976 – Ambasadori: Ne mogu skriti svoj bol, 17. Platz
- 1981 – Seid-Memić Vajta: Lejla, 15. Platz

## Regelmäßigkeit der Teilnahme und Erfolge im Wettbewerb

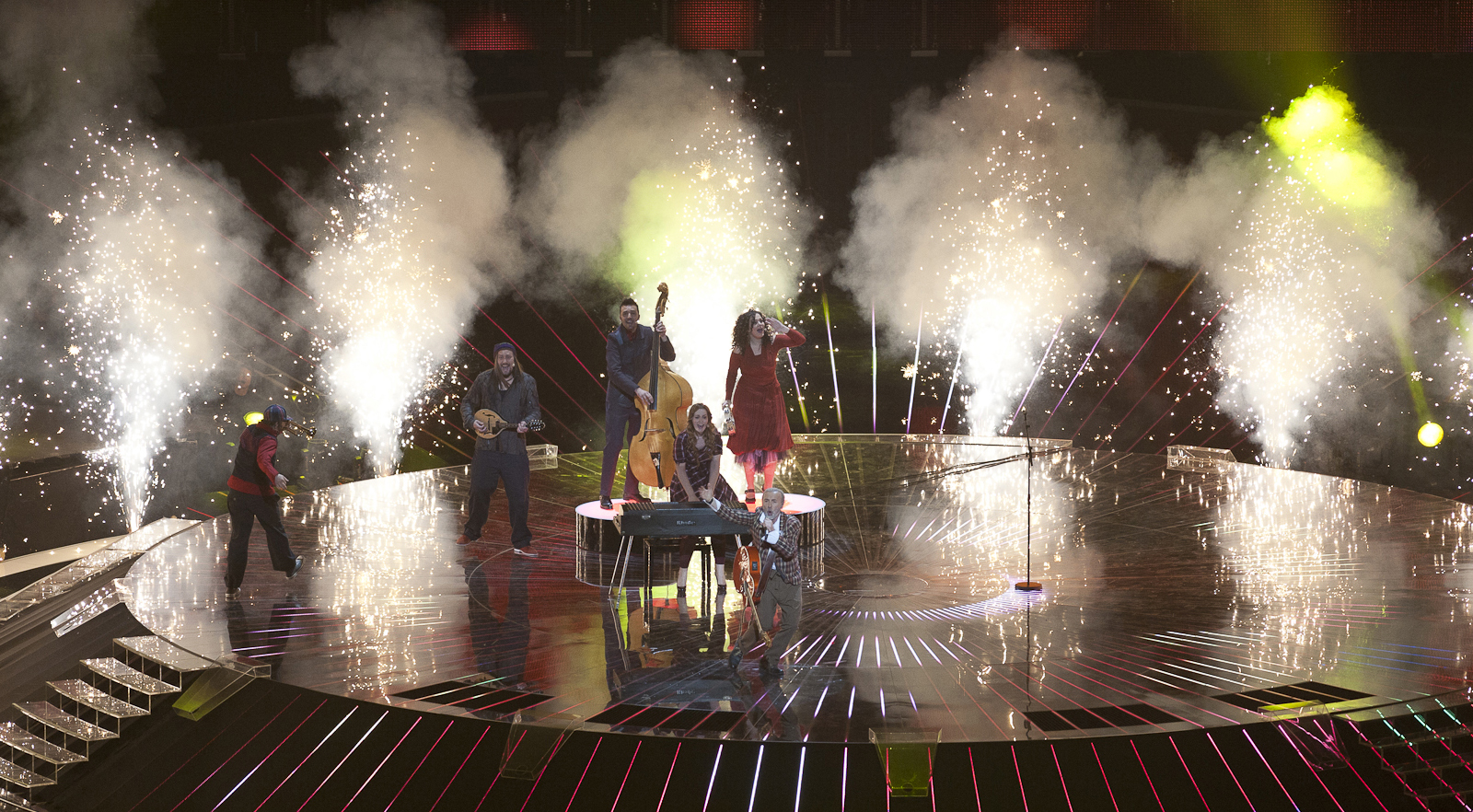
Dino Merlin 2011 war der letzte bosnische Interpret, der eine Platzierung unter den besten Zehn erreichte

Bosnien und Herzegowina nahm nach der Abspaltung von Jugoslawien zum ersten Mal 1993 am Eurovision Song Contest teil. Nach der erfolgreichen Qualifikation über den osteuropäischen Vorentscheid, startete das Land mit Platz 16 ein mittelmäßiges Debüt beim Song Contest. Auch im darauffolgenden Jahr erreichte Bosnien & Herzegowina mit Platz 15 erneut nur einen Platz im Mittelfeld. 1995 landete Davor Popović nur auf Platz 19 von 23 und damit im hinteren Mittelfeld. 1996 folgte dann der bis dahin schlechteste Platz beim Wettbewerb. Amila Glamočak erreichte lediglich den vorletzten Platz und mit 13 Punkten Bosnien und Herzegowinas niedrigste Punktzahl bis heute. Da auch 1997 nur Platz 18 erreicht wurde, musste Bosnien 1998 beim Wettbewerb aussetzen. Schließlich wurde die Berechtigung zur Teilnahme auf der Basis der erzielten Punkte bei den letzten fünf Teilnahmen berechnet. Erst 1999 durfte das Land zum Wettbewerb zurückkehren. Das Duo Dino & Beatrice erreichte dann allerdings Bosnien und Herzegowinas bestes Ergebnis bis dahin. Schließlich landete ihr Lied Putnici auf Platz 7, was trotzdem nicht gut genug war, so dass das Land im Jahre 2000 erneut aussetzen musste. Erst 2001 durfte das Land wieder teilnehmen.
2001 bei der Rückkehr wurde mit Platz 14 ein durchschnittliches Ergebnis erzielt. Auch 2002 und 2003 wurden mit Platz 15 und Platz 16 wieder Platzierungen im Mittelfeld erreicht. Erst im Jahre 2004 konnte das Land wieder ein gutes Ergebnis erzielen. So erreichte der Sänger Deen Platz 9 mit seinem Lied In the Disco. 2005 konnten Feminnem diesen Erfolg allerdings nicht wiederholen und erreichten mit Platz 14 wieder nur einen Platz im Mittelfeld. 2006 hingegen erreichte Bosnien und Herzegowina sein bis heute bestes Ergebnis. So konnte die Gruppe Hari Mata Hari nach Platz 2 im Halbfinale, Platz 3 im Finale erreichen. Mit 229 Punkten ist die Punktzahl bis heute Bosnien und Herzegowinas höchste jemals erreichte Punktzahl im Wettbewerb. Auch in den folgenden Jahren lief es für das Land um einiges besser beim Song Contest. So verpasste Marija Šestić 2007 mit Platz 11 nur knapp eine Platzierung unter den besten Zehn. 2008 und 2009 holten die bosnischen Interpreten mit Platz 10 und Platz 9 jeweils zwei Platzierungen in Folge unter den besten Zehn. Erst ab 2010 war das Land nicht mehr so erfolgreich.
2010 erreichte Vukašin Brajić mit Platz 17 im Finale das schlechteste Ergebnis seit 1997 für das Land. Umso erfolgreicher war allerdings 2011 für Bosnien und Herzegowina. Dino Merlin, der das Land bereits 1999 mit Beatrice vertrat und Platz 7 holte, kehrte 2011 mit seinem Lied Love in Rewind zum ESC zurück. Mit Platz 6 im Finale holte er das bis heute zweitbeste Ergebnis für das Land beim ESC. Maya Sar, die 2011 noch den Hintergrundgesang bei Dino Merlin ausübte, durfte dann 2012 für das Land antreten, konnte den Erfolg vom Vorjahr allerdings nicht wiederholen. So erreichte sie zwar das Finale, holte mit Platz 18 aber nur eine durchschnittliche Platzierung. 2013 zog sich das Land dann aus finanziellen Schwierigkeiten vom Wettbewerb zurück. Auch 2014 und 2015 konnte das Land diese Schwierigkeiten nicht lösen und blieb dem Wettbewerb fern. Erst 2016 kehrte das Land zum Wettbewerb zurück.
2016 wurde die Rückkehr erst möglich, da der Sender in Almir Ajanović einen Sponsoren gefunden hat, der die komplette Teilnahme finanzierte. So war dieser außerdem maßgeblich am Lied Bosnien und Herzegowinas 2016 beteiligt. Damit musste der Sender BHRT ebenfalls kein Geld für die Teilnahme bereitstellen. So wurde das Land 2016 von Dalal, Deen, Ana Rucner und Jala repräsentiert. Mit ihrem Lied Ljubav je erreichten sie im Halbfinale lediglich Platz 11 und waren damit die ersten Interpreten des Landes, die nicht das Finale erreichten. Somit verlor das Land zusammen mit Griechenland im selben Jahr den Status, sich jedes Mal für das Finale qualifiziert zu haben. 2017 zog sich das Land dann wieder vom Wettbewerb zurück, da die finanzielle Lage weiterhin schlecht beim Sender ist. Für 2018 und 2019 sagte BHRT ebenfalls ab, da der Sender mittlerweile so viele Schulden angehäuft hat, so dass das Land keine Startberechtigung mehr bei Veranstaltungen der EBU erhalte.
Insgesamt landeten also 7 von den 19 Beiträge in der linken Tabellenhälfte. Dazu verpasste das Land bisher einmalig das Finale und erreichte bisher noch nie den letzten Platz. Mit einem dritten Platz und fünf weiteren Platzierungen unter den besten Zehn, zählt Bosnien und Herzegowina zu den durchschnittlich erfolgreichen Ländern im Wettbewerb.

## Liste der Beiträge
Farblegende:
– 1. Platz. 
– 2. Platz. 
– 3. Platz. 
– Punktgleichheit mit dem letzten Platz.
– ausgeschieden im Halbfinale/in der Qualifikation/im osteuropäischen Vorentscheid.
– keine Teilnahme/nicht qualifiziert.
| Jahr          | Interpret                            | Titel Musik (M) und Text (T)                                                                 | Sprache                  | Übersetzung                           | Finale                   | Finale                   | Halbfinale/ Qualifikation          | Halbfinale/ Qualifikation          | Nationaler Vorentscheid  |
| Jahr          | Interpret                            | Titel Musik (M) und Text (T)                                                                 | Sprache                  | Übersetzung                           | Platz                    | Punkte                   | Platz                              | Punkte                             | Nationaler Vorentscheid  |
| ------------- | ------------------------------------ | -------------------------------------------------------------------------------------------- | ------------------------ | ------------------------------------- | ------------------------ | ------------------------ | ---------------------------------- | ---------------------------------- | ------------------------ |
| 1993          | Fazla                                | Sva bol svijeta M: Dino Merlin; T: Fahrudin Pecikoza-Peca, Dino Merlin                       | Bosnisch                 | All der Schmerz auf der Welt          | 16 / 25                  | 27                       | 2 / 7                              | 52                                 | BH Eurosong 1993         |
| 1994          | Alma & Dejan                         | Ostani kraj mene M: Adi Mulahalilović; T: Edo Mulahalilović                                  | Bosnisch                 | Bleib bei mir                         | 15 / 25                  | 39                       | Direkt für das Finale qualifiziert | Direkt für das Finale qualifiziert | BH Eurosong 1994         |
| 1995          | Davor Popović                        | Dvadeset i prvi vijek M: Sinan Alimanović, Zlatan Fazlić; T: Zlatan Fazlić                   | Bosnisch                 | Das 21. Jahrhundert                   | 19 / 23                  | 14                       | Direkt für das Finale qualifiziert | Direkt für das Finale qualifiziert | BH Eurosong 1995         |
| 1996          | Amila Glamočak                       | Za našu ljubav M: Sinan Alimanović, Adnan Bajramović, Aida Frljak; T: Adnan Bajramović       | Bosnisch                 | Für unsere Liebe                      | 22 / 23                  | 13                       | 21 / 29                            | 29                                 | BH Eurosong 1996         |
| 1997          | Alma Čardžić                         | Goodbye M: Milić Vukašinović, Sinan Alimanović; T: Milić Vukašinović                         | Bosnisch a               | Lebewohl                              | 18 / 25                  | 22                       | Direkt für das Finale qualifiziert | Direkt für das Finale qualifiziert | BH Eurosong 1997         |
| 1998          | Nicht qualifiziert                   | Nicht qualifiziert                                                                           | Nicht qualifiziert       | Nicht qualifiziert                    | Nicht qualifiziert       | Nicht qualifiziert       | Nicht qualifiziert                 | Nicht qualifiziert                 | Nicht qualifiziert       |
| 1999          | Dino & Beatrice                      | Putnici M/T: Edin Dervišhalidović                                                            | Bosnisch, Französisch    | Reisende                              | 7 / 23                   | 86                       | Direkt für das Finale qualifiziert | Direkt für das Finale qualifiziert | BH Eurosong 1998         |
| 2000          | Nicht qualifiziert                   | Nicht qualifiziert                                                                           | Nicht qualifiziert       | Nicht qualifiziert                    | Nicht qualifiziert       | Nicht qualifiziert       | Nicht qualifiziert                 | Nicht qualifiziert                 | Nicht qualifiziert       |
| 2001          | Nino Pršeš                           | Hano M/T: Nino Pršeš                                                                         | Bosnisch, Englisch       | Hannah                                | 14 / 23                  | 29                       | Direkt für das Finale qualifiziert | Direkt für das Finale qualifiziert | BH Eurosong 2001         |
| 2002          | Maja Tatić                           | Na jastuku za dvoje (На јастуку за двоје) M: Dragan Mijatović; T: Ružica Čavić               | Serbisch, Englisch       | Auf einem Kissen für zwei             | 15 / 24                  | 33                       | Direkt für das Finale qualifiziert | Direkt für das Finale qualifiziert | BH Eurosong 2002         |
| 2003          | Mija Martina                         | Ne brini (Could It Be?) M: Ines Prajo; T: Arjana Kunštek                                     | Kroatisch, Englisch      | Mach dir keine Sorgen (Kann es sein?) | 16 / 26                  | 27                       | Direkt für das Finale qualifiziert | Direkt für das Finale qualifiziert | BH Eurosong 2003         |
| 2004          | Deen                                 | In the Disco M/T: Vesna Pisarović                                                            | Englisch                 | In der Disco                          | 9 / 24                   | 91                       | 7 / 22                             | 133                                | BH Eurosong 2004         |
| 2005          | Feminnem                             | Call Me M/T: Andrej Babić                                                                    | Englisch                 | Ruf mich an                           | 14 / 24                  | 79                       | Direkt für das Finale qualifiziert | Direkt für das Finale qualifiziert | BH Eurosong 2005         |
| 2006          | Hari Mata Hari                       | Lejla M: Željko Joksimović; T: Fahrudin P.-Peca, Dejan Ivanović                              | Bosnisch                 | Lejla                                 | 3 / 24                   | 229                      | 2 / 23                             | 267                                | interne Auswahl          |
| 2007          | Marija Šestić                        | Rijeka bez imena M: Goran Kovačić; T: Aleksandra Milutinović                                 | Serbisch                 | Fluss ohne Namen                      | 11 / 24                  | 106                      | Direkt für das Finale qualifiziert | Direkt für das Finale qualifiziert | interne Auswahl          |
| 2008          | Elvir Laković Laka                   | Pokušaj M/T: Elvir Lakovic Laka                                                              | Bosnisch                 | Versuch                               | 10 / 25                  | 110                      | 9 / 19                             | 72                                 | interne Auswahl          |
| 2009          | Regina                               | Bistra voda M/T: Aleksandar Čović                                                            | Bosnisch                 | Klares Wasser                         | 9 / 25                   | 106                      | 3 / 18                             | 125                                | interne Auswahl          |
| 2010          | Vukašin Brajić                       | Thunder and Lightning M: Edin-Dino Šaran; T: Edin-Dino Šaran, Ulvija Tanović, Vukašin Brajić | Englisch                 | Blitz und Donner                      | 17 / 25                  | 51                       | 8 / 17                             | 59                                 | interne Auswahl          |
| 2011          | Dino Merlin                          | Love in Rewind M/T: Dino Merlin                                                              | Englisch, Bosnisch       | Liebe zurückgespult                   | 6 / 25                   | 125                      | 5 / 19                             | 109                                | interne Auswahl          |
| 2012          | Maya Sar                             | Korake ti znam M: Maya Sar; T: Mahir Sarihodzic, Adriano Pennino                             | Bosnisch                 | Ich kenne deine Schritte              | 18 / 26                  | 55                       | 6 / 18                             | 77                                 | interne Auswahl          |
| 2013 bis 2015 | Auf Teilnahme verzichtet             | Auf Teilnahme verzichtet                                                                     | Auf Teilnahme verzichtet | Auf Teilnahme verzichtet              | Auf Teilnahme verzichtet | Auf Teilnahme verzichtet | Auf Teilnahme verzichtet           | Auf Teilnahme verzichtet           | Auf Teilnahme verzichtet |
| 2016          | Dalal & Deen feat. Ana Rucner & Jala | Ljubav je M: Almir Ajanović; T: Almir Ajanović, Jasmin Fazlić Jala                           | Bosnisch                 | Liebe ist                             | Ausgeschieden            | Ausgeschieden            | 11 / 18                            | 104                                | interne Auswahl          |
| seit 2017     | Auf Teilnahme verzichtet             | Auf Teilnahme verzichtet                                                                     | Auf Teilnahme verzichtet | Auf Teilnahme verzichtet              | Auf Teilnahme verzichtet | Auf Teilnahme verzichtet | Auf Teilnahme verzichtet           | Auf Teilnahme verzichtet           | Auf Teilnahme verzichtet |

## Kommentatoren und Punktesprecher
| Jahr      | Kommentator              | Punktesprecher           |
| --------- | ------------------------ | ------------------------ |
| 1993      | –                        | Dejan Zagorac            |
| 1994      | –                        | Diana Grković-Foretić    |
| 1995      | –                        | Diana Grković-Foretić    |
| 1996      | –                        | Segmedina Srna           |
| 1997      | –                        | Segmedina Srna           |
| 1998      | –                        | Nicht qualifiziert       |
| 1999      | –                        | Segmedina Srna           |
| 2000      | –                        | Nicht qualifiziert       |
| 2001      | Dejan Kukrić             | Segmedina Srna           |
| 2002      | Dejan Kukrić             | Segmedina Srna           |
| 2003      | Dejan Kukrić             | Ana Vilenica             |
| 2004      | Dejan Kukrić             | Mija Martina             |
| 2005      | Dejan Kukrić             | Ana Mirjana Račanović    |
| 2006      | Dejan Kukrić             | Vesna Andree-Zaimović    |
| 2007      | Dejan Kukrić             | Vesna Andree-Zaimović    |
| 2008      | Dejan Kukrić             | Melina Garibović         |
| 2009      | Dejan Kukrić             | Elvir Laković Laka       |
| 2010      | Dejan Kukrić             | Ivana Vidmar             |
| 2011      | Dejan Kukrić             | Ivana Vidmar             |
| 2012      | Dejan Kukrić             | Elvir Laković Laka       |
| 2013      | Dejan Kukrić             | Auf Teilnahme verzichtet |
| 2014      | Keine Übertragung        | Auf Teilnahme verzichtet |
| 2015      | Keine Übertragung        | Auf Teilnahme verzichtet |
| 2016      | Dejan Kukrić             | Ivana Crnogorac          |
| seit 2017 | Auf Teilnahme verzichtet | Auf Teilnahme verzichtet |

## Nationale Vorentscheide
Bis 2005 wurden alle bosnischen Beiträge in einem nationalen Vorentscheid gewählt, der unter den Namen BH Eurosong stattfand. Von 2006 bis 2012 sowie 2016 wurden die Beiträge intern ausgewählt und in einer großen Galasendung präsentiert. Der nationale Vorentscheidung BH Eurosong fand allerdings unter verschiedenen Formaten statt.

### 1993, 1999 bis 2003, 2005
1993 stellten elf Künstler in einem klassischen Vorentscheid je einen Titel vor, bevor eine Jury den Sieger bestimmte. Von 1999 bis 2003 fand dann wieder ein Vorentscheid wie 1993 statt, die Teilnehmerzahl schwankte dabei zwischen 16 und 19. 2005 fand erneut ein klassischer Vorentscheid statt, diesmal mit 14 Teilnehmern.

### 1994 bis 1997, 2004
Von 1994 bis 1997 waren die bosnischen Vertreter intern ausgewählt worden und stellten 1994 bis 1996 je acht Titel vor, 1997 zehn Titel. 1994 wurden die Lieder nicht live vorgetragen, sondern vorher als Videos aufgezeichnet; es wurden nur kurze Ausschnitte gezeigt. 2004 wurde Deen intern ausgewählt und sang beim Vorentscheid fünf Titel; zur Abstimmung wurde neben einer Jury erstmals auch Televoting eingesetzt.

## Sprachen
1993 bis 1997 wurden die Beiträge den Regeln gemäß überwiegend auf Bosnisch vorgestellt, aber schon 1997 zeigte sich mit der englischen Titelzeile Goodbye ein Hang zu mehrsprachigen Beiträgen: 1999 wurde neben Bosnisch Französisch gesungen, 2001, 2002 und 2003 auf Bosnisch und Englisch. 2004 und 2005 wurden die Lieder ganz auf Englisch gesungen, während das Land 2006 wieder zur Landessprache zurückkehrte. 2010 und 2011 griff Bosnien und Herzegowina wieder auf die englische Sprache zurück. 2012 und 2016 hingegen entschloss sich das Land wieder auf Bosnisch zu singen.

## Punktevergabe
Folgende Länder erhielten die meisten Punkte von oder vergaben die meisten Punkte an Bosnien und Herzegowina (Stand: 2016):
| Die meisten im Finale vergebenen Punkte | Die meisten im Finale vergebenen Punkte | Die meisten im Finale vergebenen Punkte |
| Platz                                   | Land                                    | Punkte                                  |
| --------------------------------------- | --------------------------------------- | --------------------------------------- |
| 1                                       | Kroatien                                | 115                                     |
| 2                                       | Türkei                                  | 095                                     |
| 3                                       | Serbien                                 | 076                                     |
| 4                                       | Slowenien                               | 061                                     |
| 5                                       | Frankreich                              | 059                                     |

| Die meisten im Finale erhaltenen Punkte | Die meisten im Finale erhaltenen Punkte | Die meisten im Finale erhaltenen Punkte |
| Platz                                   | Land                                    | Punkte                                  |
| --------------------------------------- | --------------------------------------- | --------------------------------------- |
| 1                                       | Kroatien                                | 144                                     |
| 2                                       | Türkei                                  | 129                                     |
| 3                                       | Slowenien                               | 100                                     |
| 4                                       | Österreich                              | 074                                     |
| 4                                       | Schweden                                | 074                                     |

| Die meisten insgesamt vergebenen Punkte | Die meisten insgesamt vergebenen Punkte | Die meisten insgesamt vergebenen Punkte |
| Platz                                   | Land                                    | Punkte                                  |
| --------------------------------------- | --------------------------------------- | --------------------------------------- |
| 1                                       | Kroatien                                | 176                                     |
| 2                                       | Türkei                                  | 133                                     |
| 3                                       | Nordmazedonien                          | 114                                     |
| 4                                       | Serbien                                 | 110                                     |
| 4                                       | Slowenien                               | 110                                     |

| Die meisten insgesamt erhaltenen Punkte | Die meisten insgesamt erhaltenen Punkte | Die meisten insgesamt erhaltenen Punkte |
| Platz                                   | Land                                    | Punkte                                  |
| --------------------------------------- | --------------------------------------- | --------------------------------------- |
| 1                                       | Kroatien                                | 194                                     |
| 2                                       | Türkei                                  | 175                                     |
| 3                                       | Slowenien                               | 151                                     |
| 4                                       | Schweden                                | 127                                     |
| 5                                       | Nordmazedonien                          | 116                                     |

### Vergaben der Höchstwertung
Seit dem Debüt 1993 vergab Bosnien und Herzegowina die Höchstpunktzahl an zwölf verschiedene Länder, davon viermal an Serbien. Im Halbfinale dagegen vergab Bosnien & Herzegowina die Höchstpunktzahl an sieben verschiedene Länder, davon dreimal an Kroatien.
| Höchstwertung (Finale) | Höchstwertung (Finale)   | Höchstwertung (Finale)   |
| Jahr                   | Land                     | Platz (Finale)           |
| ---------------------- | ------------------------ | ------------------------ |
| 1993                   | Österreich               | 14                       |
| 1994                   | Malta                    | 5                        |
| 1995                   | Malta                    | 10                       |
| 1996                   | Irland                   | 1                        |
| 1997                   | Türkei                   | 3                        |
| 1998                   | Nicht qualifiziert       | Nicht qualifiziert       |
| 1999                   | Schweden                 | 1                        |
| 2000                   | Nicht qualifiziert       | Nicht qualifiziert       |
| 2001                   | Frankreich               | 4                        |
| 2002                   | Schweden                 | 8                        |
| 2003                   | Türkei                   | 1                        |
| 2004                   | Serbien und Montenegro   | 2                        |
| 2005                   | Kroatien                 | 11                       |
| 2006                   | Kroatien                 | 12                       |
| 2007                   | Serbien                  | 1                        |
| 2008                   | Serbien                  | 6                        |
| 2009                   | Kroatien                 | 18                       |
| 2010                   | Serbien                  | 13                       |
| 2011                   | Slowenien                | 13                       |
| 2012                   | Nordmazedonien           | 13                       |
| 2013 bis 2015          | Auf Teilnahme verzichtet | Auf Teilnahme verzichtet |
| 2016                   | Ukraine (J)              | 1                        |
| 2016                   | Serbien (T)              | 18                       |
| seit 2017              | Auf Teilnahme verzichtet | Auf Teilnahme verzichtet |

| Höchstwertung (Halbfinale) | Höchstwertung (Halbfinale) | Höchstwertung (Halbfinale) |
| Jahr                       | Land                       | Platz (Halbfinale)         |
| -------------------------- | -------------------------- | -------------------------- |
| 2004                       | Serbien und Montenegro     | 1                          |
| 2005                       | Kroatien                   | 4                          |
| 2006                       | Türkei                     | 8                          |
| 2007                       | Serbien                    | 1                          |
| 2008                       | Montenegro                 | 14                         |
| 2009                       | Türkei                     | 2                          |
| 2010                       | Serbien                    | 5                          |
| 2011                       | Slowenien                  | 3                          |
| 2012                       | Kroatien                   | 12                         |
| 2013 bis 2015              | Auf Teilnahme verzichtet   | Auf Teilnahme verzichtet   |
| 2016                       | Tschechien (J)             | 9                          |
| 2016                       | Kroatien (T)               | 10                         |
| seit 2017                  | Auf Teilnahme verzichtet   | Auf Teilnahme verzichtet   |

## Impressionen

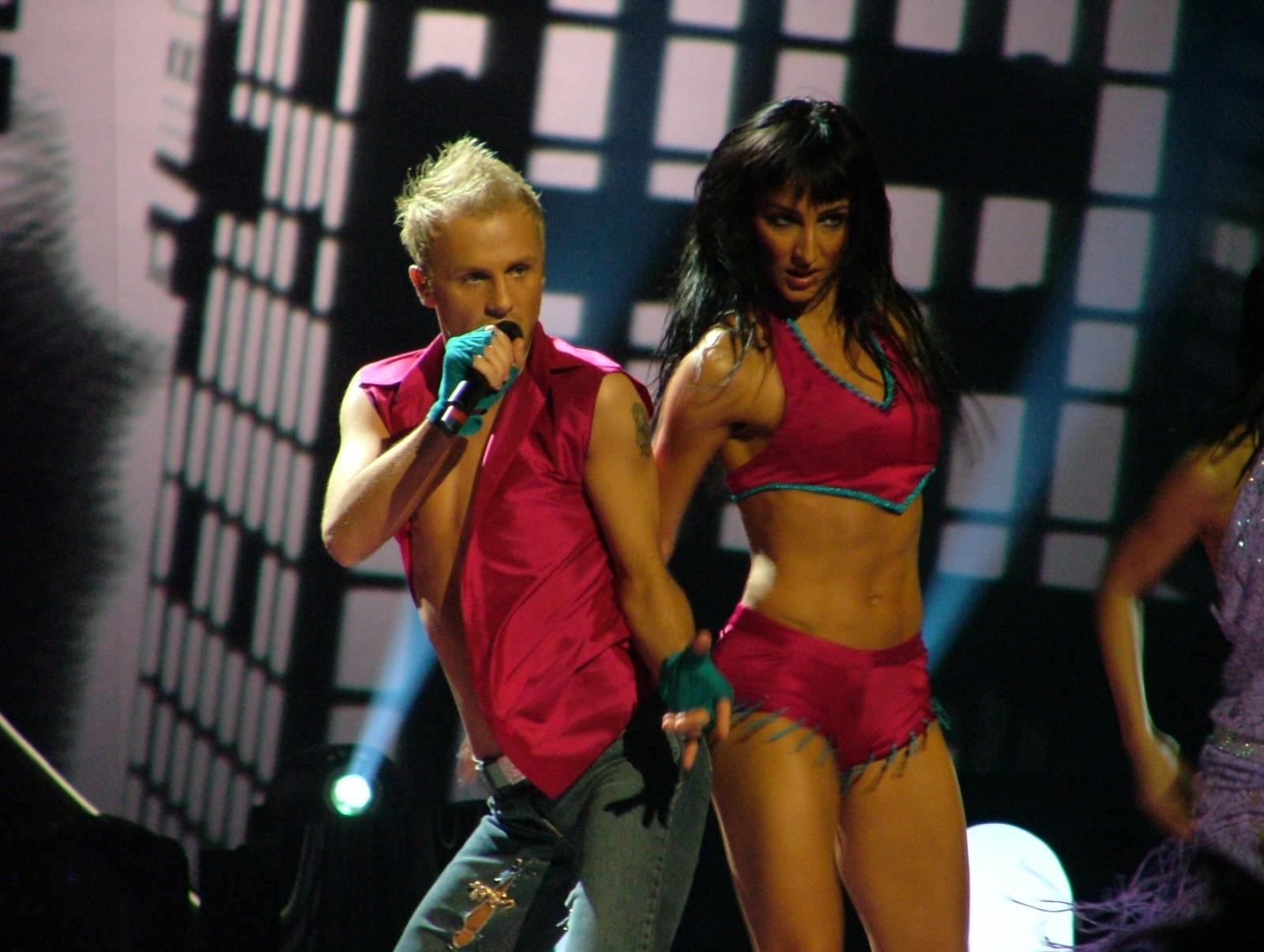
Deen 2004
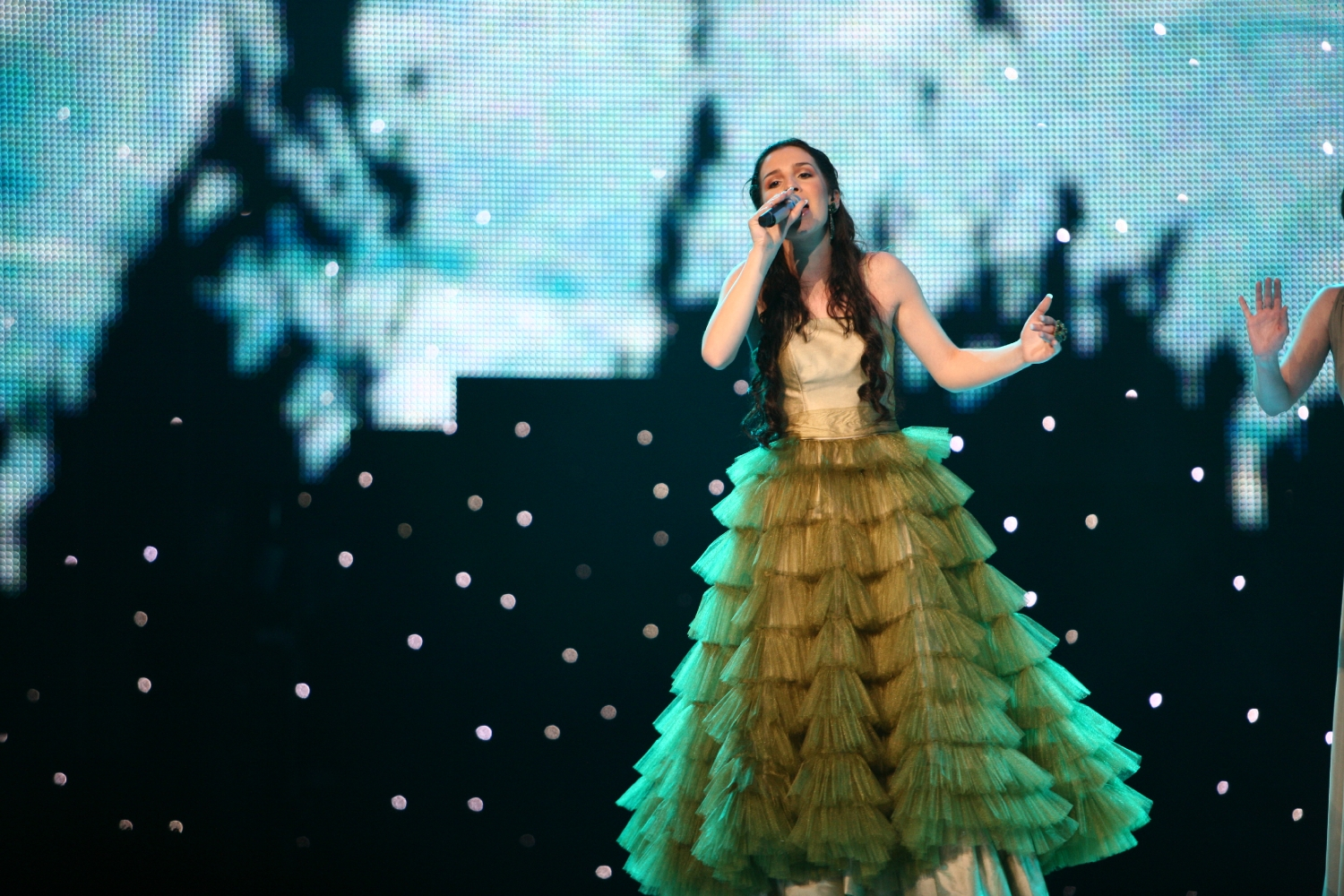
Marija Šestić 2007
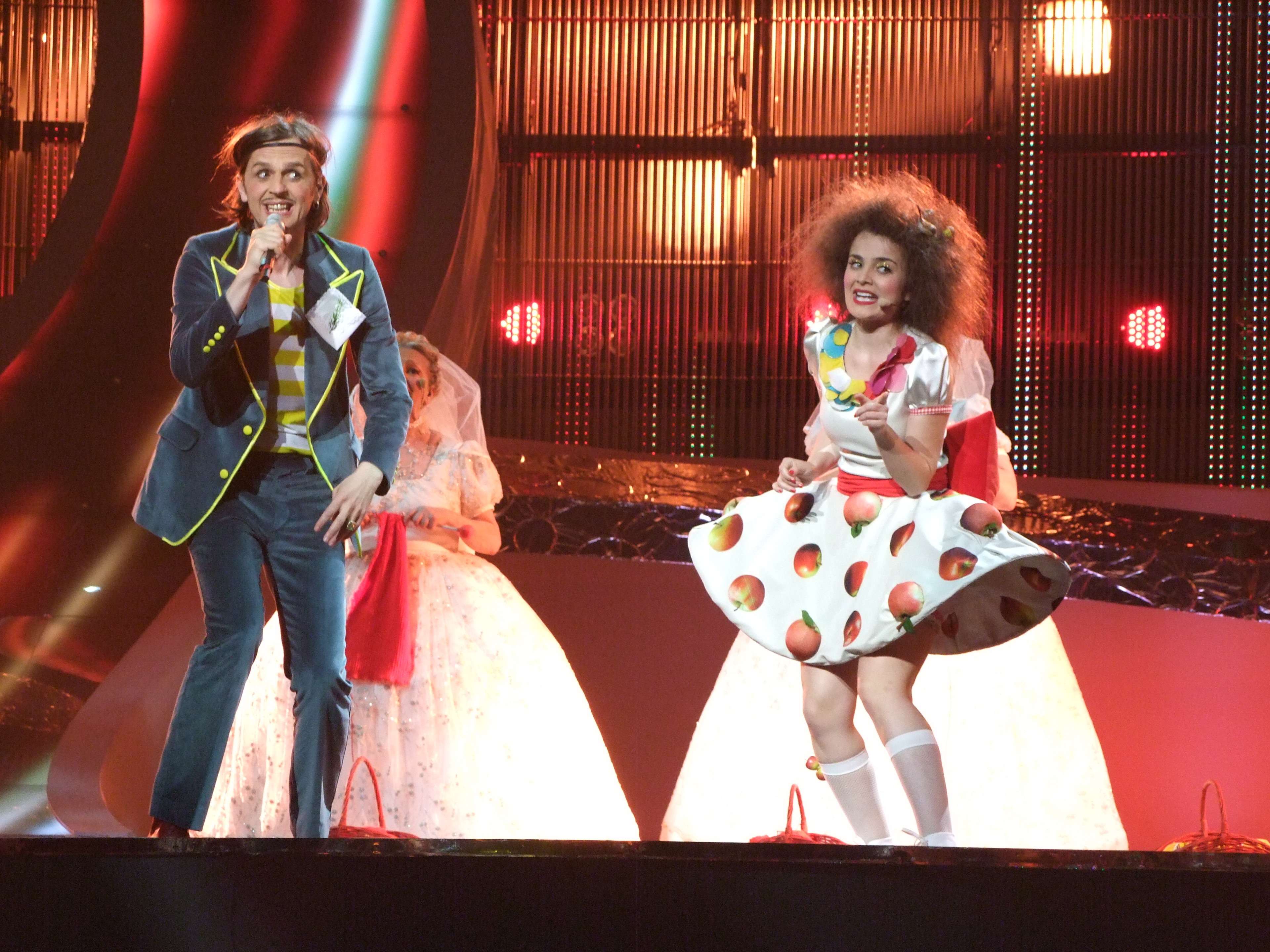
Laka 2008
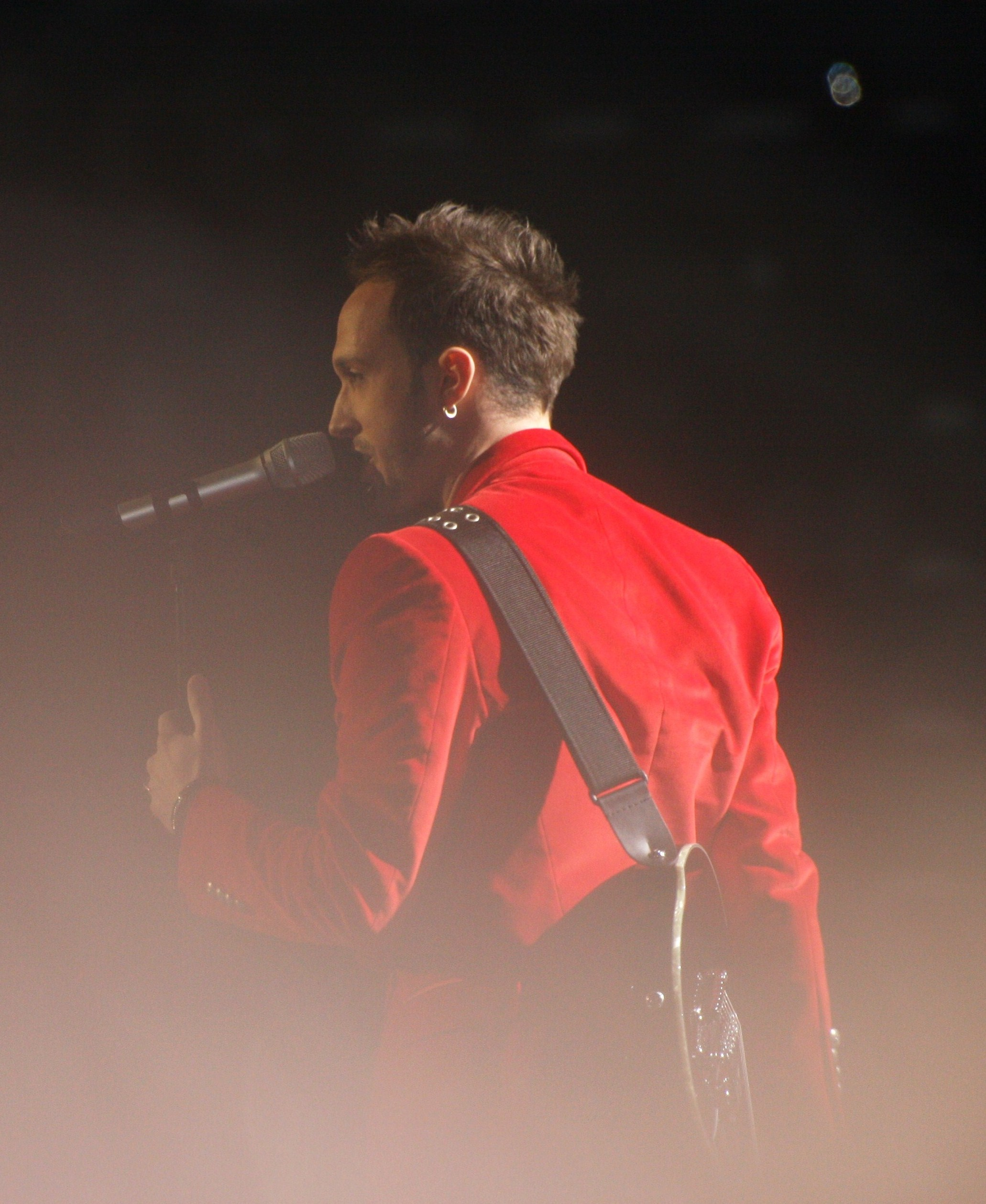
Vukašin Brajić 2010
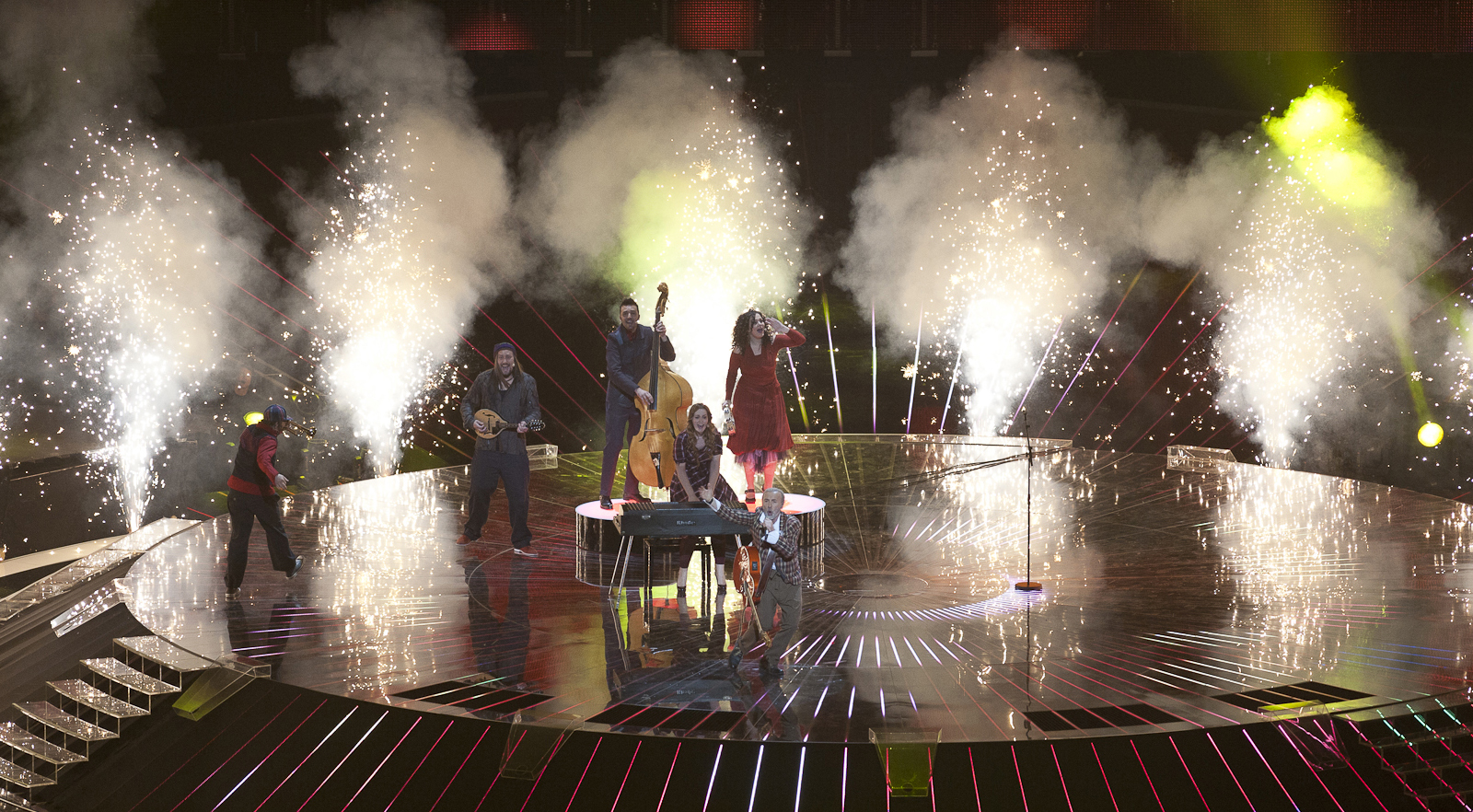
Dino Merlin 2011
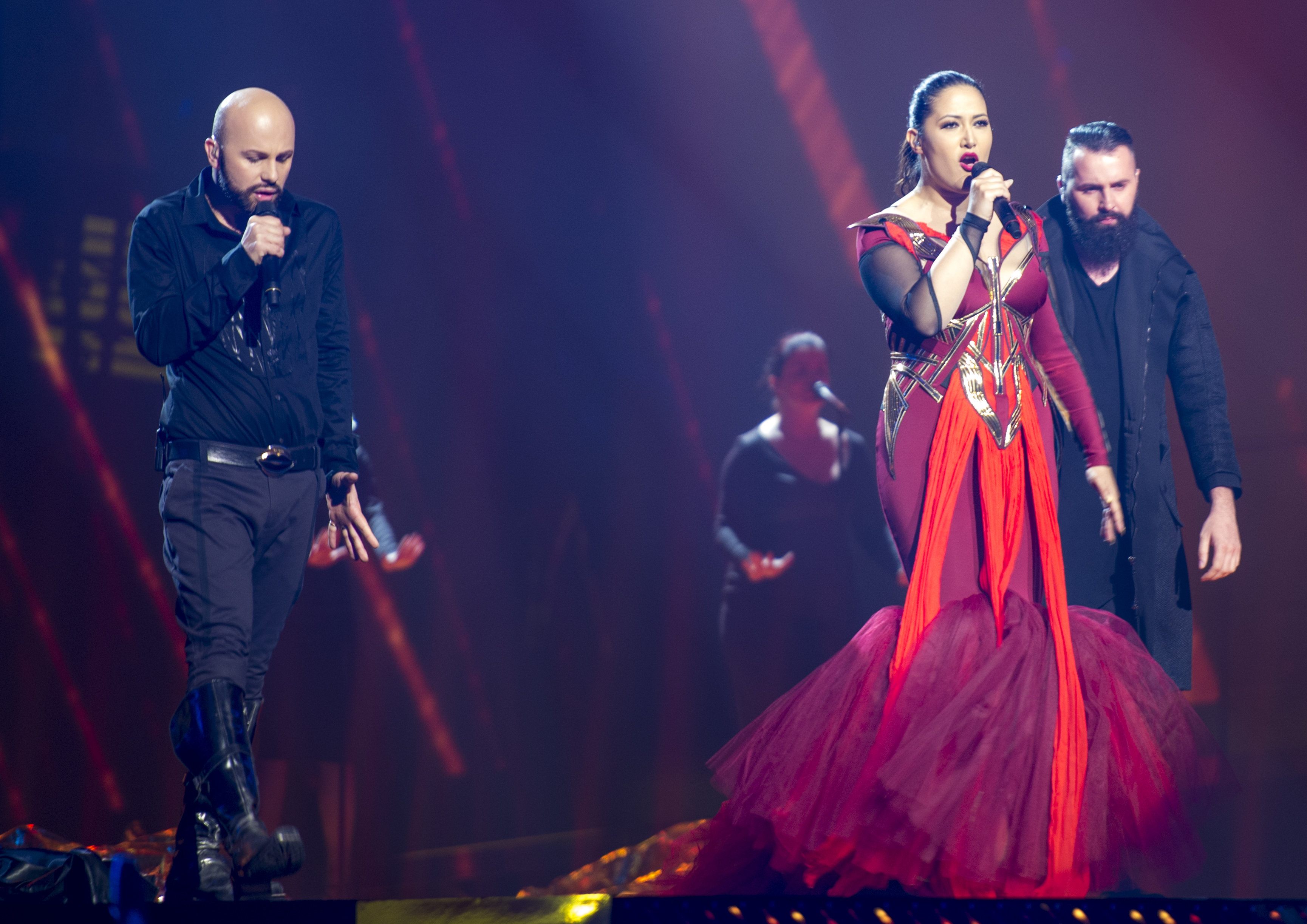
Deen und Dalal 2016